# Mark Flanagan

a Compétitions nationales et continentales officielles uniquement.

Mark Flanagan, né le 4 décembre 1987 à Runcorn (Angleterre), est un joueur anglais de rugby à XIII évoluant au poste de troisième ligne ou de deuxième ligne dans les années 2000 et 2010. Il fait ses débuts professionnels avec Wigan en Super League en 2009. Après un an , il tente sa chance en Australie en National Rugby League au sein des Wests Tigers. Il y reste deux saisons. Il revient en Angleterre à St Helens en 2012 et y remporte la Super League en 2014. En 2016, il rejoint cette fois Salford et y dispute la finale de la Super League en 2019.

## Biographie
Son père, Terry Flanagan, est également un joueur de rugby à XIII ayant été international britannique dans les années 1980.

## Palmarès
- Collectif :
  - Vainqueur de la Super League : 2014 (St Helens).
  - Finaliste de la Super League : 2019 (Salford).
  - Finaliste de la Challenge Cup : 2020 (Salford).